# Roman Bragin
Roman Bragin (ros. Роман Брагин, ur. 17 kwietnia 1987 w Moskwie) – rosyjski siatkarz, grający na pozycji libero. 

## Sukcesy klubowe
Puchar Rosji:
- 2006, 2008, 2013

Liga Mistrzów:
- 2014[2]
- 2010
- 2007, 2011

Mistrzostwo Rosji:
- 2008
- 2007, 2011, 2012, 2015, 2017
- 2010, 2014, 2016, 2018

Superpuchar Rosji:
- 2008, 2009, 2013, 2014

Puchar CEV:
- 2012

Klubowe Mistrzostwa Świata:
- 2014[3]

## Sukcesy reprezentacyjne
Igrzyska Europejskie:
- 2015[4][5]